# Ivan Jurić
Ivan Jurić (Split, Condado de Split-Dalmacia, Croacia, 25 de agosto de 1975) es un exfutbolista y entrenador croata que jugaba de centrocampista. Actualmente dirige al Atalanta Bergamasca Calcio de la Serie A de Italia.

## Trayectoria

### Como jugador
Debutó a nivel profesional con el H.N.K. Hajduk Split en 1994. Tres años después, dio el salto al fútbol español, jugando tres temporadas en el Sevilla F. C. y un solo año, como cedido, en el Albacete Balompié. Regresó a su país en 2001 de la mano del H.N.K. Šibenik. Finalmente, pasó la última etapa de su carrera en Italia, jugando 5 años en el F.C. Crotone y 4 en el Genoa C.F.C., colgando las botas en este último equipo.
Fue internacional con la selección de fútbol de Croacia, disputando 5 partidos internacionales.

### Como entrenador

#### Mantova F.C.
Jurić comenzó su trayectoria como técnico en 2014, entrenando al Mantova F.C. durante una temporada.

#### F.C. Crotone
Al año siguiente pasó a dirigir al F.C. Crotone, con el que ascendió a la Serie A el 29 de abril de 2016.

#### Genoa C.F.C.
Sin embargo, optó por no continuar en el equipo calabrés y fichar por el Genoa C.F.C., su último club como jugador. Logró cuajar un buen inicio de temporada al mando del conjunto genovés, venciendo sus tres primeros partidos en la Serie A. Luego entró en una fase más irregular, aunque destacaron sus triunfos como local frente al AC Milan y la Juventus de Turín. Pero tras sumar sólo 2 puntos en 9 jornadas al inicio de la segunda vuelta, y habiendo encajado una contundente goleada (0-5) ante el colista Pescara el 19 de febrero de 2017, el club anunció su despido el mismo día.
Tras dos meses, volvió al banquillo del Genoa C.F.C., cuyos resultados no habían mejorado con el cambio de técnico. Finalmente, logró mantener al conjunto genovés en la máxima categoría del fútbol italiano y continuó en el banquillo, pero un mal inicio de temporada en la Serie A complicó nuevamente su situación. El 5 de noviembre de 2017, fue destituido tras perder el derbi de Génova ante la UC Sampdoria, dejando al equipo en puestos de descenso.
El 9 de octubre de 2018, se hizo oficial su regreso al Genoa C.F.C.. Sin embargo, fue despedido menos de dos meses después, el 7 de diciembre, tras no poder ganar ningún partido de los 7 que disputó en la Serie A y habiendo sido eliminado de la Copa de Italia por el Virtus Entella, un equipo de la Serie C.

#### Hellas Verona
El 14 de junio de 2019, tras el ascenso a la Serie A del Hellas Verona, firma un contrato con el club hasta el 30 de junio de 2020. Bajo su mandato con los "gialloblu", compitió en dos temporadas de la máxima categoría con resultados impresionantes a pesar de tener uno de los presupuestos más pequeños de la liga. El 28 de mayo de 2021, el club anunció haberlo liberado de su contrato.

#### Torino
El mismo 28 de mayo de 2021, se hizo oficial su fichaje por el Torino, firmando un contrato para las tres próximas temporadas.Terminó su primera temporada en el décimo lugar, con 50 puntos, devolviendo así al club a una campaña tranquila después de dos años difíciles. Al año siguiente también acabó décimo, con tres puntos más, mientras que en la temporada 2023-24 finalizó en la novena posición con 53 puntos. El 21 de junio de 2024, el club anunció su salida en un comunicado oficial.

#### A.S. Roma
En septiembre de 2024, asumió como entrenador de la A.S. Roma hasta el final de la temporada. Sin embargo, permaneció menos de 2 meses en el cargo, ya que fue destituido el 10 de noviembre, después de 12 partidos oficiales.

#### Southampton F.C.
El 21 de diciembre de 2024, fue anunciado como técnico del Southampton F.C., colista de la Premier League, y firmó un contrato hasta junio de 2026. Tras una derrota por 3-1 contra el Tottenham Hotspur el 6 de abril de 2025, el club descendió al EFL Championship a falta de siete jornadas, convirtiéndose en el equipo que descendió más temprano en la historia de la Premier League. Al día siguiente, dejó su cargo tras llegar a un acuerdo con la directiva inglesa.

#### Atalanta B.C.
El 6 de junio de 2025, fue oficializado como técnico del Atalanta BC con contrato por dos temporadas.

## Clubes

### Como jugador
| Club                       | País    | Año       | Partidos | Goles |
| -------------------------- | ------- | --------- | -------- | ----- |
| H.N.K. Hajduk Split        | Croacia | 1994-1997 | 53       | 2     |
| Sevilla FC                 | España  | 1997-2001 | 64       | 6     |
| Albacete Balompié (Cedido) | España  | 2000-2001 | 17       | 1     |
| H.N.K. Šibenik             | Croacia | 2001      | 2        | 0     |
| F.C. Crotone               | Italia  | 2001-2006 | 148      | 10    |
| Genoa C.F.C.               | Italia  | 2006-2010 | 84       | 1     |

### Como entrenador
| Equipo                 | Div.                | Temporada           | Liga  | Liga | Liga | Liga | Liga |       | Copa | Copa | Copa | Copa  |   | Internacional | Internacional | Internacional | Internacional | Internacional |   | Otros | Otros | Otros | Otros |     | Totales     | Totales | Totales | Totales | Totales | Totales | Totales | Totales |
| Equipo                 | Div.                | Temporada           | Part. | G    | E    | P    | Pos. | Part. | G    | E    | P    | Part. | G | E             | P             | Pos.          | Part.         | G             | E | P     | Part. | G     | E     | P   | Rendimiento | GF      | GC      | Dif.    |         |         |         |         |
| ---------------------- | ------------------- | ------------------- | ----- | ---- | ---- | ---- | ---- | ----- | ---- | ---- | ---- | ----- | - | ------------- | ------------- | ------------- | ------------- | ------------- | - | ----- | ----- | ----- | ----- | --- | ----------- | ------- | ------- | ------- | ------- | ------- | ------- | ------- |
| Mantova · Italia       | 3.ª                 | 2014-15             | 38    | 14   | 7    | 17   | 11.º | 3     | 1    | 1    | 1    | -     | - | -             | -             | -             | -             | -             | - | -     | 41    | 15    | 8     | 18  | 43.09%      | 40      | 36      | +4      |         |         |         |         |
| Mantova · Italia       | Total               | Total               | 38    | 14   | 7    | 17   | -    | 3     | 1    | 1    | 1    | -     | - | -             | -             | -             | -             | -             | - | -     | 41    | 15    | 8     | 18  | 43.09%      | 40      | 36      | +4      |         |         |         |         |
| Crotone · Italia       | 2.ª                 | 2015-16             | 42    | 23   | 13   | 6    | 2.º  | 3     | 2    | 0    | 1    | -     | - | -             | -             | -             | -             | -             | - | -     | 45    | 25    | 13    | 7   | 65.19%      | 64      | 39      | +25     |         |         |         |         |
| Crotone · Italia       | Total               | Total               | 42    | 23   | 13   | 6    | -    | 3     | 2    | 0    | 1    | -     | - | -             | -             | -             | -             | -             | - | -     | 45    | 25    | 13    | 7   | 65.19%      | 64      | 39      | +25     |         |         |         |         |
| Genoa · Italia         | 1.ª                 | 2016-17             | 32    | 8    | 8    | 16   | 16.º | 3     | 2    | 0    | 1    | -     | - | -             | -             | -             | -             | -             | - | -     | 35    | 10    | 8     | 17  | 36.19%      | 44      | 62      | -18     |         |         |         |         |
| Genoa · Italia         | 1.ª                 | 2017-18             | 12    | 1    | 3    | 8    | Inc. | 1     | 1    | 0    | 0    | -     | - | -             | -             | -             | -             | -             | - | -     | 13    | 2     | 3     | 8   | 23.07%      | 12      | 20      | -8      |         |         |         |         |
| Genoa · Italia         | 1.ª                 | 2018-19             | 7     | 0    | 3    | 4    | Inc. | 1     | 0    | 1    | 0    | -     | - | -             | -             | -             | -             | -             | - | -     | 8     | 0     | 4     | 4   | 16.67%      | 10      | 18      | -8      |         |         |         |         |
| Genoa · Italia         | Total               | Total               | 51    | 9    | 14   | 28   | -    | 5     | 3    | 1    | 1    | -     | - | -             | -             | -             | -             | -             | - | -     | 56    | 12    | 15    | 29  | 30.36%      | 66      | 100     | -34     |         |         |         |         |
| Hellas Verona · Italia | 1.ª                 | 2019-20             | 38    | 12   | 13   | 13   | 11.º | 1     | 0    | 0    | 1    | -     | - | -             | -             | -             | -             | -             | - | -     | 39    | 12    | 13    | 14  | 41.88%      | 48      | 53      | -5      |         |         |         |         |
| Hellas Verona · Italia | 1.ª                 | 2020-21             | 38    | 11   | 12   | 15   | 10.º | 2     | 0    | 1    | 1    | -     | - | -             | -             | -             | -             | -             | - | -     | 40    | 11    | 13    | 16  | 38.33%      | 50      | 53      | -3      |         |         |         |         |
| Hellas Verona · Italia | Total               | Total               | 76    | 23   | 25   | 28   | -    | 3     | 0    | 1    | 2    | -     | - | -             | -             | -             | -             | -             | - | -     | 79    | 23    | 26    | 30  | 41.66%      | 98      | 106     | -8      |         |         |         |         |
| Torino · Italia        | 1.ª                 | 2021-22             | 38    | 13   | 11   | 14   | 10.º | 2     | 0    | 1    | 1    | -     | - | -             | -             | -             | -             | -             | - | -     | 40    | 13    | 12    | 15  | 42.5%       | 47      | 43      | +4      |         |         |         |         |
| Torino · Italia        | 1.ª                 | 2022-23             | 38    | 14   | 11   | 13   | 10.º | 4     | 3    | 0    | 1    | -     | - | -             | -             | -             | -             | -             | - | -     | 42    | 17    | 11    | 14  | 49.21%      | 51      | 43      | +8      |         |         |         |         |
| Torino · Italia        | 1.ª                 | 2023-24             | 38    | 13   | 14   | 11   | 9.º  | 2     | 1    | 0    | 1    | -     | - | -             | -             | -             | -             | -             | - | -     | 40    | 14    | 14    | 12  | 46.67%      | 39      | 39      | +0      |         |         |         |         |
| Torino · Italia        | Total               | Total               | 114   | 40   | 36   | 38   | -    | 8     | 4    | 1    | 3    | -     | - | -             | -             | -             | -             | -             | - | -     | 122   | 44    | 37    | 41  | 46.18%      | 137     | 125     | +12     |         |         |         |         |
| AS Roma · Italia       | 1.ª                 | 2024-25             | 8     | 3    | 1    | 4    | Inc. | -     | -    | -    | -    | 4     | 1 | 2             | 1             | Inc.          | -             | -             | - | -     | 12    | 4     | 3     | 5   | 41.66%      | 15      | 17      | -2      |         |         |         |         |
| AS Roma · Italia       | Total               | Total               | 8     | 3    | 1    | 4    | -    | -     | -    | -    | -    | 4     | 1 | 2             | 1             | -             | -             | -             | - | -     | 12    | 4     | 3     | 5   | 41.66%      | 15      | 17      | -2      |         |         |         |         |
| Southampton Inglaterra | 1.ª                 | 2024-25             | 14    | 1    | 1    | 12   | Inc. | 2     | 1    | 0    | 1    | -     | - | -             | -             | -             | -             | -             | - | -     | 16    | 2     | 1     | 13  | 14.58%      | 15      | 39      | -24     |         |         |         |         |
| Southampton Inglaterra | Total               | Total               | 14    | 1    | 1    | 12   | -    | 2     | 1    | 0    | 1    | -     | - | -             | -             | -             | -             | -             | - | -     | 16    | 2     | 1     | 13  | 14.58%      | 15      | 39      | -24     |         |         |         |         |
| Atalanta · Italia      | 1.ª                 | 2025-26             | 0     | 0    | 0    | 0    | -    | 0     | 0    | 0    | 0    | 0     | 0 | 0             | 0             | -             | -             | -             | - | -     | 0     | 0     | 0     | 0   | 0%          | 0       | 0       | +0      |         |         |         |         |
| Atalanta · Italia      | Total               | Total               | 0     | 0    | 0    | 0    | -    | 0     | 0    | 0    | 0    | 0     | 0 | 0             | 0             | -             | -             | -             | - | -     | 0     | 0     | 0     | 0   | 0%          | 0       | 0       | +0      |         |         |         |         |
| Total en su carrera    | Total en su carrera | Total en su carrera | 343   | 113  | 97   | 133  | -    | 24    | 11   | 4    | 9    | 4     | 1 | 2             | 1             | -             | -             | -             | - | -     | 371   | 125   | 103   | 143 | 42.94%      | 435     | 462     | -27     |         |         |         |         |
| 1. 2.                  |                     |                     |       |      |      |      |      |       |      |      |      |       |   |               |               |               |               |               |   |       |       |       |       |     |             |         |         |         |         |         |         |         |

#### Resumen por competiciones
| Competición            | Partidos | Ganados | Empatados | Perdidos | %      | Resultado              |
| ---------------------- | -------- | ------- | --------- | -------- | ------ | ---------------------- |
| Serie C                | 38       | 14      | 7         | 17       | 42.98% | 11.º lugar             |
| Serie B                | 42       | 23      | 13        | 6        | 65.08% | Subcampeón             |
| Serie A                | 249      | 75      | 76        | 98       | 40.29% | 9.º lugar              |
| Copa Italia Serie C    | 3        | 1       | 1         | 1        | 44.44% | Dieciseisavos de final |
| Copa Italia            | 19       | 9       | 3         | 7        | 52.63% | Cuartos de final       |
| Premier League         | 14       | 1       | 1         | 12       | 9.52%  | 20.º lugar             |
| FA Cup                 | 2        | 1       | 0         | 1        | 50%    | Cuarta ronda           |
| Liga Europa de la UEFA | 4        | 1       | 2         | 1        | 41.67% | Fase de grupos         |
| TOTAL                  | 371      | 125     | 103       | 143      | 42.94% | Sin títulos            |

## Palmarés

### Como jugador
| Título                     | Club         | País    | Año  |
| -------------------------- | ------------ | ------- | ---- |
| Supercopa de Croacia       | Hajduk Split | Croacia | 1994 |
| Primera Liga de Croacia    | Hajduk Split | Croacia | 1995 |
| Copa de Croacia            | Hajduk Split | Croacia | 1995 |
| Segunda División de España | Sevilla      | España  | 2001 |

## Distinciones individuales
| Distinción         | Año     |
| ------------------ | ------- |
| Banquillo de Plata | 2015-16 |